# 1999 في الهند
فيما يلي قوائم الأحداث التي وقعت خلال عام 1999 في الهند.

## أحداث
- 24 ديسمبر – طيران الهند الرحلة 814

## سياسة

### تعيين في المنصب
- 10 أكتوبر – سونيا غاندي عضو لوك سابها [الإنجليزية]‏.

## أفلام
من الأفلام التي صدرت هذه السنة في الهند:
- 1 يناير – إيقاع من إخراج سوباش جاي.

## مواليد

### يناير
- 1 يناير – أكشات تشاندرا

### نوفمبر
- 9 نوفمبر – تشيتامبارام أرافيند لاعب شطرنج هندي.

## وفيات

### يناير
- 1 يناير – عاشق إلهي البرني (مواليد 1925) عالم مسلم هندي.

### أكتوبر
- 9 أكتوبر – أختر حميد خان (مواليد 1914) اقتصادي باكستاني.

### ديسمبر
- 26 ديسمبر – شانكار دايال شارما (مواليد 1918) سياسي هندي.
- 31 ديسمبر – أبو الحسن الندوي (مواليد 1913) من كبار علماء الهند وأحد المفكرين.